# Serie B 1998-1999 (pallamano maschile)
La Serie B 1998-1999 è stata la 27ª edizione del torneo di terzo livello del campionato italiano di pallamano maschile.

Esso venne organizzato dalla Federazione Italiana Giuoco Handball.

La competizione è iniziata il 17 ottobre 1998 e si è conclusa il 24 aprile 1999.

## Formula del torneo
- Fase regolare: furono disputati quattro gironi composti da 12 squadre ciascuno con la formula del girone unico all'italiana con partite di andata e ritorno.
- Promozioni: la prima e la seconda squadra classificata di ciascun girone al termine del torneo furono promossa in serie A2 nella stagione successiva.
- Retrocessioni: le squadre classificate dal 9º al 12º posto al termine del torneo furono retrocesse in serie C nella stagione successiva.

## Girone A

### Squadre partecipanti
| Club                     | Città                    | Palasport                        | Sponsor          | Stagione 1997-1998                                  |
| ------------------------ | ------------------------ | -------------------------------- | ---------------- | --------------------------------------------------- |
| Klausen                  | Chiusa (BZ)              | Palasport di Chiusa              | Volksbank        | 1ª in Serie C - Girone Veneto e Trentino-Alto Adige |
| CUS Venezia              | Venezia                  | Palestra Dorsoduro               |                  | 13ª in Serie A2 - Girone A                          |
| CUS Verona               | Verona                   | Palasport di Verona              |                  | 1ª in Serie C - Poule Promozione Girone B           |
| CUS Udine                | Udine                    | PalaCarnera                      |                  | 6ª in Serie B - Girone A                            |
| Malo                     | Malo (VI)                | Palasport di Malo                |                  | 5ª in Serie B - Girone A                            |
| Biella                   | Biella                   | Pala Pajetta                     |                  | 11ª in Serie A2 - Girone A                          |
| Musile                   | Musile di Piave (VE)     | Palasport di Musile              |                  | 11ª in Serie A2 - Girone A                          |
| Pallamano Vallée D'Aoste | Aosta                    | Palasport di Aosta               | Videroscar Cogne | 3ª in Serie B - Girone A                            |
| Vicenza                  | Vicenza                  | Pala Laghetto                    |                  | 12ª in Serie A2 - Girone A                          |
| Ferrarin                 | San Donato M. (MI)       | Palasport di San Donato Milanese |                  | 8ª in Serie B - Girone A                            |
| Black Devils (Squadra B) | Merano (BZ)              | Centro Carlo Wolf                |                  | 4ª in Serie B - Girone A                            |
| Torri                    | Torri di Quartesolo (VI) | Palasport Villanova              |                  | 7ª in Serie B - Girone A                            |

### Risultati
| 17-10-1998 | 1ª/12ª giornata          | 23-1-1999 |
| ---------- | ------------------------ | --------- |
| 27-22      | Ferrarin - Musile        | 24-23     |
| 21-26      | Verona - Klausen         | 19-32     |
| 19-18      | Malo - Udine             | 20-23     |
| 28-20      | Biella - Torri           | 25-28     |
| 24-21      | Vallée d'Aoste - Vicenza | 27-24     |
| 26-18      | Venezia - Merano         | 18-20     |

| 7-11-1998 | 4ª/15ª giornata        | 20-2-1999 |
| --------- | ---------------------- | --------- |
| 22-24     | Musile - Klausen       | 22-27     |
| 29-20     | Venezia - Ferrarin     | 21-19     |
| 19-28     | Torri - Vallée d'Aoste | 25-32     |
| 19-20     | Biella - Malo          | 13-28     |
| 38-33     | Vicenza - Verona       | 25-26     |
| 21-17     | Udine - Merano         | 24-23     |

| 5-12-1998 | 7ª/18ª giornata          | 20-3-1999 |
| --------- | ------------------------ | --------- |
| 21-22     | Torri - Vicenza          | 20-20     |
| 19-18     | Biella - Verona          | 15-17     |
| 25-18     | Udine - Ferrarin         | 26-38     |
| 28-21     | Klausen - Vallée d'Aoste | 31-28     |
| 30-23     | Malo - Merano            | 17-18     |
| 18-20     | Musile - Venezia         | 20-22     |

| 9-1-1999 | 10ª/21ª giornata        | 17-4-1999 |
| -------- | ----------------------- | --------- |
| 21-21    | Udine - Torri           | 24-24     |
| 19-18    | Venezia - Biella        | 20-29     |
| 34-32    | Ferrarin - Verona       | 30-31     |
| 19-25    | Musile - Vallée d'Aoste | 19-26     |
| 24-23    | Merano - Vicenza        | 24-25     |
| 25-29    | Malo - Klausen          | 27-30     |

| 24-10-1998 | 2ª/13ª giornata        | 6-2-1999 |
| ---------- | ---------------------- | -------- |
| 15-22      | Musile - Malo          | 28-24    |
| 33-24      | Merano - Ferrarin      | 20-21    |
| 21-20      | Vicenza - Venezia      | 19-19    |
| 22-22      | Klausen - Biella       | 22-13    |
| 23-24      | Udine - Vallée d'Aoste | 28-23    |
| 25-25      | Torri - Verona         | 30-21    |

| 14-11-1998 | 5ª/16ª giornata           | 6-3-1999 |
| ---------- | ------------------------- | -------- |
| 19-29      | Musile - Udine            | 23-26    |
| 27-19      | Klausen - Vicenza         | 27-24    |
| 19-21      | Malo - Torri              | 31-31    |
| 23-22      | Biella - Merano           | 24-23    |
| 34-21      | Vallée d'Aoste - Ferrarin | 28-27    |
| 24-27      | Verona - Venezia          | 22-23    |

| 12-12-1998 | 8ª/19ª giornata       | 27-3-1999 |
| ---------- | --------------------- | --------- |
| 24-19      | Vicenza - Musile      | 24-20     |
| 17-17      | Udine - Klausen       | 26-27     |
| 23-29      | Venezia - Torri       | 27-29     |
| 25-29      | Ferrarin - Biella     | 30-31     |
| 32-23      | Merano - Verona       | 23-19     |
| 33-28      | Vallée d'Aoste - Malo | 25-25     |

| 16-1-1999 | 11ª/22ª giornata         | 24-4-1999 |
| --------- | ------------------------ | --------- |
| 24-26     | Vicenza - Malo           | 27-20     |
| 26-24     | Torri - Merano           | 20-28     |
| 22-21     | Biella - Udine           | 14-17     |
| 20-22     | Verona - Musile          | 20-29     |
| 29-23     | Vallée d'Aoste - Venezia | 34-19     |
| 39-22     | Klausen - Ferrarin       | 40-32     |

| 1-11-1997 | 3ª/14ª giornata         | 13-2-1999 |
| --------- | ----------------------- | --------- |
| 35-26     | Klausen - Torri         | 30-25     |
| 32-27     | Malo - Venezia          | 29-29     |
| 28-28     | Vallée d'Aoste - Biella | 23-23     |
| 23-24     | Verona - Udine          | 27-34     |
| 26-30     | Ferrarin - Vicenza      | 25-23     |
| 35-18     | Merano - Musile         | 32-24     |

| 28-11-1998 | 6ª/17ª giornata         | 13-3-1999 |
| ---------- | ----------------------- | --------- |
| 26-23      | Torri - Musile          | 23-22     |
| 18-23      | Vicenza - Biella        | 17-16     |
| 28-28      | Ferrarin - Malo         | 25-28     |
| 22-26      | Merano - Klausen        | 21-33     |
| 19-22      | Venezia - Udine         | 22-20     |
| 26-29      | Verona - Vallée d'Aoste | 27-29     |

| 19-12-1998 | 9ª/20ª giornata         | 10-4-1999 |
| ---------- | ----------------------- | --------- |
| 25-25      | Vicenza - Udine         | 25-29     |
| 21-16      | Klausen - Venezia       | 28-28     |
| 32-24      | Torri - Ferrarin        | 23-18     |
| 27-22      | Biella - Musile         | 25-28     |
| 30-29      | Verona - Malo           | 26-30     |
| 33-25      | Vallée d'Aoste - Merano | 25-26     |

### Classifica
|  | Pos. | Squadra                  | Pt | G  | V  | N | S  | GF  | GS  | D    | Note                            |
|  | ---- | ------------------------ | -- | -- | -- | - | -- | --- | --- | ---- | ------------------------------- |
|  | 1.   | Klausen                  | 41 | 22 | 19 | 3 | 0  | 621 | 504 | +117 | Promosso in Serie A2 1999-2000  |
|  | 2.   | Pallamano Vallée D'Aoste | 34 | 22 | 16 | 2 | 4  | 614 | 527 | +87  | Promosso in Serie A2 1999-2000  |
|  | 3.   | CUS Udine                | 28 | 22 | 12 | 4 | 6  | 523 | 490 | +33  |                                 |
|  | 4.   | Torri                    | 25 | 22 | 10 | 5 | 7  | 544 | 550 | -6   |                                 |
|  | 5.   | Malo                     | 22 | 22 | 9  | 4 | 9  | 557 | 542 | +15  |                                 |
|  | 6.   | Biella                   | 22 | 22 | 10 | 2 | 10 | 478 | 498 | -20  |                                 |
|  | 7.   | Vicenza                  | 21 | 22 | 9  | 3 | 10 | 519 | 521 | -2   |                                 |
|  | 8.   | CUS Venezia              | 21 | 22 | 9  | 3 | 10 | 497 | 521 | -24  |                                 |
|  | 9.   | Black Devils             | 20 | 22 | 10 | 0 | 12 | 533 | 523 | +10  | Retrocesso in Serie C 1999-2000 |
|  | 10.  | Ferrarin                 | 13 | 22 | 6  | 1 | 15 | 558 | 627 | -69  | Retrocesso in Serie C 1999-2000 |
|  | 11.  | CUS Verona               | 9  | 22 | 4  | 1 | 17 | 540 | 606 | -66  | Retrocesso in Serie C 1999-2000 |
|  | 12.  | Musile                   | 8  | 22 | 4  | 0 | 18 | 477 | 552 | -75  | Retrocesso in Serie C 1999-2000 |

## Girone B

### Squadre partecipanti
| Club                    | Città                    | Palasport                | Sponsor            | Stagione 1997-1998                                 |
| ----------------------- | ------------------------ | ------------------------ | ------------------ | -------------------------------------------------- |
| Faenza 1983             | Faenza (RA)              | PalaBubani               | I Fiori            | 1ª in Serie C - Poule Promozione Girone A          |
| Terni                   | Terni                    | PalaDiVittorio           | Circolo Lavoratori | 6ª in Serie B - Girone B                           |
| Marconi Jumpers         | Castelnovo di Sotto (RE) | Palasport di Castelnovo  |                    | 5ª in Serie B - Girone B                           |
| Olimpic Massa Marittima | Massa                    | Palasport di Massa       |                    | 8ª in Serie B - Girone B                           |
| Castenaso               | Castenaso (BO)           | Palasport di Castenaso   |                    | 3ª in Serie B - Girone B                           |
| Pallamano Formigine     | Formigine (MO)           | Palasport di Formigine   |                    | 1ª in Serie C - Girone Emilia-Romagna              |
| Mugello                 | Borgo San Lorenzo (FI)   | Palasport Gaddo Cipriani | MugelloDue         | 1ª in Serie C - Girone Toscana                     |
| Parma                   | Parma                    | Pala Padovani            |                    | 14ª in Serie A2 - Girone A                         |
| Prato (Squadra B)       | Prato                    | Pala Consiag             | Al.Pi.             | 2ª in Serie C - Girone Toscana (Ripescata)         |
| Rapid Nonantola         | Nonantola (MO)           | Palestra Dante Alighieri |                    | 7ª in Serie B - Girone B                           |
| San Benedetto           | San Benedetto (AP)       | Pala Speca               |                    | 1ª in Serie C - Girone Abruzzo, Marche e Molise    |
| Casalgrande (Squadra B) | Casalgrande (RE)         | Pala Keope               |                    | 11ª in Serie C - Girone Emilia-Romagna (Ripescata) |

### Risultati
| 17-10-1998 | 1ª/12ª giornata       | 23-1-1999 |
| ---------- | --------------------- | --------- |
| 25-20      | Formigine - Massa     | 19-20     |
| 18-24      | San Benedetto - Terni | 17-32     |
| 17-19      | Spallanzani - Prato   | 20-34     |
| 20-20      | Faenza - Mugello      | 16-22     |
| 29-17      | Nonantola - Castenaso | 17-21     |
| 23-25      | Marconi - Parma       | 16-23     |

| 7-11-1998 | 4ª/15ª giornata           | 20-2-1999 |
| --------- | ------------------------- | --------- |
| 28-30     | Massa - Terni             | 14-27     |
| 23-23     | Marconi - Formigine       | 22-30     |
| 16-25     | Mugello - Nonantola       | 19-24     |
| 29-19     | Faenza - Spallanzani      | 19-28     |
| 29-21     | Castenaso - San Benedetto | 24-22     |
| 24-19     | Prato - Parma             | 26-20     |

| 5-12-1998 | 7ª/18ª giornata        | 20-3-1999 |
| --------- | ---------------------- | --------- |
| 21-25     | Mugello - Castenaso    | 16-34     |
| 29-19     | Faenza - San Benedetto | 17-32     |
| 19-20     | Prato - Formigine      | 19-20     |
| 19-21     | Terni - Nonantola      | 21-19     |
| 20-25     | Spallanzani - Parma    | 20-24     |
| 23-27     | Massa - Marconi        | 23-39     |

| 9-1-1999 | 10ª/21ª giornata          | 17-4-1999 |
| -------- | ------------------------- | --------- |
| 17-16    | Prato - Mugello           | 19-16     |
| 25-23    | Marconi - Faenza          | 27-26     |
| 26-19    | Formigine - San Benedetto | 30-29     |
| 25-17    | Massa - Nonantola         | 23-24     |
| 16-21    | Parma - Castenaso         | 19-27     |
| 27-32    | Spallanzani - Terni       | 17-24     |

| 24-10-1998 | 2ª/13ª giornata         | 6-2-1999 |
| ---------- | ----------------------- | -------- |
| 29-23      | Massa - Spallanzani     | 24-25    |
| 15-23      | Parma - Formigine       | 22-26    |
| 19-21      | Castenaso - Marconi     | 30-21    |
| 29-18      | Terni - Faenza          | 28-23    |
| 17-14      | Prato - Nonantola       | 21-16    |
| 18-15      | Mugello - San Benedetto | 18-23    |

| 14-11-1998 | 5ª/16ª giornata         | 6-3-1999 |
| ---------- | ----------------------- | -------- |
| 26-25      | Massa - Prato           | 16-21    |
| 25-17      | Terni - Castenaso       | 18-18    |
| 30-25      | Spallanzani - Mugello   | 29-21    |
| 23-22      | Faenza - Parma          | 11-24    |
| 20-25      | Nonantola - Formigine   | 28-22    |
| 30-27      | San Benedetto - Marconi | 30-22    |

| 12-12-1998 | 8ª/19ª giornata         | 27-3-1999 |
| ---------- | ----------------------- | --------- |
| 28-15      | Castenaso - Massa       | 23-25     |
| 17-27      | Prato - Terni           | 17-24     |
| 17-16      | Marconi - Mugello       | 25-24     |
| 22-19      | Formigine - Faenza      | 22-27     |
| 25-22      | Parma - San Benedetto   | 20-24     |
| 25-19      | Nonantola - Spallanzani | 27-19     |

| 16-1-1999 | 11ª/22ª giornata        | 24-4-1999 |
| --------- | ----------------------- | --------- |
| 22-18     | Castenaso - Spallanzani | 18-17     |
| 22-16     | Mugello - Parma         | 11-24     |
| 28-23     | Faenza - Prato          | 9-23      |
| 25-21     | San Benedetto - Massa   | 19-22     |
| 27-23     | Nonantola - Marconi     | 22-26     |
| 21-21     | Terni - Formigine       | 21-27     |

| 1-11-1997 | 3ª/14ª giornata       | 13-2-1999 |
| --------- | --------------------- | --------- |
| 28-15     | Terni - Mugello       | 21-14     |
| 28-25     | Spallanzani - Marconi | 27-26     |
| 28-22     | Nonantola - Faenza    | 22-19     |
| 15-14     | San Benedetto - Prato | 27-32     |
| 21-23     | Formigine - Castenaso | 18-29     |
| 25-13     | Parma - Massa         | 17-26     |

| 28-11-1998 | 6ª/17ª giornata           | 13-3-1999 |
| ---------- | ------------------------- | --------- |
| 23-12      | Mugello - Massa           | 16-18     |
| 26-21      | Castenaso - Faenza        | 24-19     |
| 31-27      | Formigine - Spallanzani   | 25-24     |
| 18-17      | Parma - Terni             | 18-25     |
| 34-28      | Marconi - Prato           | 18-23     |
| 20-20      | San Benedetto - Nonantola | 17-20     |

| 19-12-1998 | 9ª/20ª giornata             | 10-4-1999 |
| ---------- | --------------------------- | --------- |
| 21-14      | Castenaso - Prato           | 25-17     |
| 29-20      | Terni - Marconi             | 27-29     |
| 17-16      | Mugello - Formigine         | 11-25     |
| 24-27      | Faenza - Massa              | 22-26     |
| 34-25      | San Benedetto - Spallanzani | 25-31     |
| 20-22      | Nonantola - Parma           | 18-26     |

### Classifica
|  | Pos. | Squadra                 | Pt | G  | V  | N | S  | GF  | GS  | D    | Note                            |
|  | ---- | ----------------------- | -- | -- | -- | - | -- | --- | --- | ---- | ------------------------------- |
|  | 1.   | Castenaso               | 35 | 22 | 17 | 1 | 4  | 521 | 425 | +96  | Promosso in Serie A2 1999-2000  |
|  | 2.   | Terni                   | 34 | 22 | 16 | 2 | 4  | 549 | 436 | +113 | Promosso in Serie A2 1999-2000  |
|  | 3.   | Pallamano Formigine     | 30 | 22 | 14 | 2 | 6  | 517 | 475 | +42  |                                 |
|  | 4.   | Rapid Nonantola         | 25 | 22 | 12 | 1 | 9  | 477 | 459 | +18  |                                 |
|  | 5.   | Prato (B)               | 22 | 22 | 11 | 0 | 11 | 441 | 426 | +15  |                                 |
|  | 6.   | Marconi Jumpers         | 21 | 22 | 10 | 1 | 11 | 543 | 555 | -12  |                                 |
|  | 7.   | Parma                   | 20 | 22 | 10 | 0 | 12 | 458 | 465 | -7   |                                 |
|  | 8.   | Olimpic Massa Marittima | 20 | 22 | 10 | 0 | 12 | 476 | 524 | -48  |                                 |
|  | 9.   | San Benedetto           | 17 | 22 | 8  | 1 | 13 | 493 | 517 | -24  | Retrocesso in Serie C 1999-2000 |
|  | 10.  | Casalgrande (B)         | 16 | 22 | 8  | 0 | 14 | 498 | 544 | -46  | Retrocesso in Serie C 1999-2000 |
|  | 11.  | Faenza 1983             | 13 | 22 | 6  | 1 | 15 | 470 | 538 | -68  | Retrocesso in Serie C 1999-2000 |
|  | 12.  | Mugello                 | 11 | 22 | 5  | 1 | 16 | 400 | 479 | -79  | Retrocesso in Serie C 1999-2000 |

## Girone C

### Squadre partecipanti
| Club                 | Città                    | Palasport                    | Sponsor             | Stagione 1997-1998                                    |
| -------------------- | ------------------------ | ---------------------------- | ------------------- | ----------------------------------------------------- |
| ACLI Avellino        | Avellino                 | Palasport Giacomo Del Mauro  |                     | 6ª in Serie B - Girone C                              |
| Amatori Terranova    | Terranova da Sibari (CS) | Palasport di Terranova       |                     | 5ª in Serie B - Girone C                              |
| CUS Cassino Gaeta 84 | Gaeta (LT)               | Arena Miramare               |                     | 1ª in Serie C - Girone Campania                       |
| HC Benevento         | Benevento                | Pala Sannio                  |                     | 4ª in Serie C - Girone Lazio e Umbria (Ripescata)     |
| Fondi                | Fondi (LT)               | Palasport di Fondi           |                     | 3ª in Serie B - Girone C                              |
| Scafati              | Scafati (SA)             | Pala Campioni d'Italia 83/84 | Giglio              | 7ª Serie B - Girone C                                 |
| Altamura             | Altamura (BA)            | Palasport di Altamura        |                     | 1ª in Serie C - Poule Promozione Girone C             |
| Calabria             | Crotone                  | PalaKrò                      |                     | 3ª in Serie C - Poule Promozione Girone C (Ripescata) |
| Ciampino 95          | Ciampino (RM)            | Pala Tarquini                |                     | 12ª Serie A2 - Girone B                               |
| Noci                 | Noci (BA)                | Pala Intini                  |                     | 4ª in Serie B - Girone C                              |
| Pallamano Vasto      | Vasto (CH)               | PalaHistonium                | Valentini Ceramiche | 8ª in Serie B - Girone C                              |
| Putignano            | Putignano (BA)           | Palasport di Putignano       |                     | 1ª in Serie C - Girone Puglia                         |

### Risultati
| 17-10-1998 | 1ª/12ª giornata         | 23-1-1999 |
| ---------- | ----------------------- | --------- |
| 17-17      | Gaeta 84 - Calabria     | 14-31     |
| 22-31      | Terranova - Noci        | 22-39     |
| 21-27      | HC Benevento - Avellino | 22-24     |
| 14-19      | Ciampino - Vasto        | 24-23     |
| 22-23      | Altamura - Fondi        | 16-25     |
| 14-16      | Scafati - Putignano     | 18-20     |

| 7-11-1998 | 4ª/15ª giornata         | 20-2-1999 |
| --------- | ----------------------- | --------- |
| 22-29     | Calabria - Noci         | 20-31     |
| 38-15     | Scafati - Gaeta 84      | 28-27     |
| 20-18     | Vasto - Altamura        | 18-19     |
| 27-27     | Ciampino - HC Benevento | 24-24     |
| 31-16     | Fondi - Terranova       | 24-22     |
| 26-17     | Avellino - Putignano    | 29-22     |

| 5-12-1998 | 7ª/18ª giornata          | 20-3-1999 |
| --------- | ------------------------ | --------- |
| 15-27     | Vasto - Fondi            | 18-28     |
| 23-10     | Ciampino - Terranova     | 26-25     |
| 30-14     | Avellino - Gaeta 84      | 31-27     |
| 27-22     | Noci - Altamura          | 23-23     |
| 31-25     | HC Benevento - Putignano | 29-22     |
| 35-21     | Calabria - Scafati       | 21-21     |

| 9-1-1999 | 10ª/21ª giornata     | 17-4-1999 |
| -------- | -------------------- | --------- |
| 20-17    | Avellino - Vasto     | 28-23     |
| 23-19    | Scafati - Ciampino   | 15-31     |
| 22-19    | Gaeta 84 - Terranova | 0-5       |
| 18-16    | Calabria - Altamura  | 25-27     |
| 17-17    | Putignano - Fondi    | 21-34     |
| 21-24    | HC Benevento - Noci  | 27-36     |

| 24-10-1998 | 2ª/13ª giornata         | 6-2-1999 |
| ---------- | ----------------------- | -------- |
| 22-22      | Calabria - HC Benevento | 13-25    |
| 25-15      | Putignano - Gaeta 84    | 28-31    |
| 30-25      | Fondi - Scafati         | 27-19    |
| 32-18      | Noci - Ciampino         | 29-27    |
| 24-15      | Avellino - Altamura     | 33-21    |
| 18-15      | Vasto - Terranova       | 19-20    |

| 14-11-1998 | 5ª/16ª giornata      | 6-3-1999 |
| ---------- | -------------------- | -------- |
| 27-21      | Calabria - Avellino  | 20-31    |
| 24-17      | Noci - Fondi         | 20-24    |
| 27-25      | HC Benevento - Vasto | 19-21    |
| 20-14      | Ciampino - Putignano | 23-24    |
| 28-13      | Altamura - Gaeta 84  | 17-21    |
| 17-24      | Terranova - Scafati  | 27-34    |

| 12-12-1998 | 8ª/19ª giornata         | 27-3-1999 |
| ---------- | ----------------------- | --------- |
| 21-19      | Fondi - Calabria        | 26-24     |
| 27-21      | Avellino - Noci         | 18-33     |
| 19-15      | Scafati - Vasto         | 16-25     |
| 20-17      | Gaeta 84 - Ciampino     | 19-24     |
| 0-5        | Putignano - Terranova   | 23-24     |
| 26-21      | Altamura - HC Benevento | 25-27     |

| 16-1-1999 | 11ª/22ª giornata     | 24-4-1999 |
| --------- | -------------------- | --------- |
| 25-17     | Fondi - HC Benevento | 27-31     |
| 26-22     | Vasto - Putignano    | 21-24     |
| 18-18     | Ciampino - Avellino  | 19-22     |
| 24-24     | Terranova - Calabria | 20-26     |
| 22-18     | Altamura - Scafati   | 25-28     |
| 40-16     | Noci - Gaeta 84      | 32-34     |

| 31-10-1998 | 3ª/14ª giornata        | 13-2-1999 |
| ---------- | ---------------------- | --------- |
| 27-19      | Noci - Vasto           | 36-24     |
| 40-28      | HC Benevento - Scafati | 29-19     |
| 27-22      | Altamuta - Ciampino    | 17-15     |
| 16-26      | Terranova - Avellino   | 0-5       |
| 0-5        | Gaeta 84 - Fondi       | 16-33     |
| 25-18      | Putignano - Calabria   | 19-28     |

| 28-11-1998 | 6ª/17ª giornata         | 13-3-1999 |
| ---------- | ----------------------- | --------- |
| 18-18      | Vasto - Calabria        | 18-23     |
| 20-19      | Fondi - Ciampino        | 22-23     |
| 23-26      | Gaeta 84 - HC Benevento | 24-36     |
| 18-24      | Putignano - Noci        | 13-26     |
| 22-25      | Scafati - Avellino      | 21-27     |
| 23-27      | Terranova - Altamura    | 24-26     |

| 19-12-1998 | 9ª/20ª giornata          | 10-4-1999 |
| ---------- | ------------------------ | --------- |
| 19-19      | Fondi - Avellino         | 26-22     |
| 30-19      | Noci - Scafati           | 34-22     |
| 29-14      | Vasto - Gaeta 84         | 23-20     |
| 25-24      | Ciampino - Calabria      | 14-31     |
| 28-24      | Terranova - HC Benevento | 24-28     |
| 27-19      | Altamura - Putignano     | 22-19     |

### Classifica
|  | Pos. | Squadra              | Pt | G  | V  | N | S  | GF  | GS  | D    | Note                            |
|  | ---- | -------------------- | -- | -- | -- | - | -- | --- | --- | ---- | ------------------------------- |
|  | 1.   | Noci                 | 37 | 22 | 18 | 1 | 4  | 648 | 481 | +167 | Promosso in Serie A2 1999-2000  |
|  | 2.   | Fondi                | 36 | 22 | 17 | 2 | 3  | 553 | 445 | +108 | Promosso in Serie A2 1999-2000  |
|  | 3.   | ACLI Avellino        | 36 | 22 | 17 | 2 | 3  | 533 | 441 | +92  |                                 |
|  | 4.   | Altamura             | 23 | 22 | 11 | 1 | 10 | 488 | 486 | +2   |                                 |
|  | 5.   | HC Benevento         | 23 | 22 | 10 | 3 | 9  | 564 | 549 | +15  |                                 |
|  | 6.   | Calabria             | 21 | 22 | 8  | 5 | 9  | 506 | 485 | +21  |                                 |
|  | 7.   | Ciampino 95          | 19 | 22 | 8  | 3 | 11 | 475 | 492 | -17  |                                 |
|  | 8.   | Pallamano Vasto      | 17 | 22 | 8  | 1 | 13 | 454 | 478 | -24  |                                 |
|  | 9.   | Scafati              | 17 | 22 | 8  | 1 | 13 | 502 | 547 | -45  | Retrocesso in Serie C 1999-2000 |
|  | 10.  | Putignano            | 13 | 22 | 6  | 1 | 15 | 441 | 508 | -67  | Retrocesso in Serie C 1999-2000 |
|  | 11.  | Amatori Terranova    | 11 | 22 | 5  | 1 | 16 | 408 | 500 | -92  | Retrocesso in Serie C 1999-2000 |
|  | 12.  | CUS Cassino Gaeta 84 | 11 | 22 | 5  | 1 | 16 | 429 | 589 | -160 | Retrocesso in Serie C 1999-2000 |

## Girone D

### Squadre partecipanti
| Club                | Città             | Palasport                  | Sponsor      | Stagione 1997-1998                     |
| ------------------- | ----------------- | -------------------------- | ------------ | -------------------------------------- |
| Albatro Siracusa    | Siracusa          | Pala Lo Bello              |              | 1ª in Serie C - Girone D della Sicilia |
| Paceco              | Paceco (TP)       | Palasport di Paceco        | Novaimpianti | 7ª Serie B - Girone D                  |
| Pallamano Aurora    | Trapani           | Palestra Salvatore Cottone |              | 1ª in Serie C - Girone A della Sicilia |
| Haenna (Squadra B)  | Enna              | Palasport di Enna          |              | 10ª in Serie B - Girone D (Ripescata)  |
| Pallamano Lineri    | Misterbianco (CT) | Palasport di Misterbianco  |              | 8ª Serie B - Girone D                  |
| Messina (Squadra B) | Messina           | Palestra Montepiselli      |              | 1ª in Serie C - Girone C della Sicilia |
| Palermo             | Palermo           | PalaUditore                |              | 11ª Serie A2 - Girone B                |
| Palmosa Libertas    | Alcamo (TP)       | Palasport di Alcamo        |              | 5ª Serie B - Girone D                  |
| PGS Ranchibile      | Palermo           | PalaUditore                |              | 13ª Serie A2 - Girone B                |
| Puntese             | San Giovanni (CT) | Palasport di San Giovanni  |              | 4ª Serie B - Girone D                  |
| Regalbuto           | Regalbuto (EN)    | Pala Giovanni Paolo II     |              | 14ª Serie A2 - Girone B                |
| Nova Audax          | Caltanissetta     | PalaChiarandà              |              | 1ª in Serie C - Girone B della Sicilia |

### Risultati
| 17-10-1998 | 1ª/12ª giornata      | 23-1-1999 |
| ---------- | -------------------- | --------- |
| 30-10      | Messina - Haenna     | 23-17     |
| 21-26      | Albatro - Palermo    | 11-26     |
| 24-27      | Lineri - Paceco      | 21-29     |
| 14-26      | Vis Nova - Don Bosco | 25-37     |
| 28-26      | Puntese - Regalbuto  | 19-19     |
| 26-22      | Palmosa - Aurora     | 20-21     |

| 7-11-1998 | 4ª/15ª giornata     | 20-2-1999 |
| --------- | ------------------- | --------- |
| 14-31     | Haenna - Palermo    | 20-39     |
| 20-15     | Palmosa - Messina   | 20-22     |
| 20-19     | Don Bosco - Puntese | 15-33     |
| 20-30     | Vis Nova - Lineri   | 20-36     |
| 32-20     | Regalbuto - Albatro | 21-21     |
| 22-32     | Paceco - Aurora     | 26-36     |

| 5-12-1998 | 7ª/18ª giornata       | 20-3-1999 |
| --------- | --------------------- | --------- |
| 20-24     | Don Bosco - Regalbuto | 22-36     |
| 21-28     | Vis Nova - Albatro    | 28-31     |
| 27-27     | Paceco - Messina      | 16-22     |
| 21-16     | Palermo - Puntese     | 24-19     |
| 21-19     | Lineri - Aurora       | 14-22     |
| 19-28     | Haenna - Palmosa      | 19-37     |

| 9-1-1999 | 10ª/21ª giornata   | 17-4-1999 |
| -------- | ------------------ | --------- |
| 31-29    | Paceco - Don Bosco | 29-25     |
| 39-19    | Palmosa - Vis Nova | 36-18     |
| 21-19    | Messina - Albatro  | 19-22     |
| 18-30    | Haenna - Puntese   | 16-40     |
| 26-19    | Aurora - Regalbuto | 31-26     |
| 24-24    | Lineri - Palermo   | 19-32     |

| 24-10-1998 | 2ª/13ª giornata     | 6-2-1999 |
| ---------- | ------------------- | -------- |
| 21-28      | Haenna - Lineri     | 19-34    |
| 27-22      | Aurora - Messina    | 18-20    |
| 20-22      | Regalbuto - Palmosa | 27-26    |
| 31-16      | Palermo - Vis Nova  | 41-16    |
| 18-23      | Paceco - Puntese    | 19-28    |
| 24-21      | Don Bosco - Albatro | 15-16    |

| 14-11-1998 | 5ª/16ª giornata     | 6-3-1999 |
| ---------- | ------------------- | -------- |
| 23-28      | Haenna - Paceco     | 22-40    |
| 25-19      | Palermo - Regalbuto | 24-24    |
| 20-25      | Lineri - Don Bosco  | 28-18    |
| 21-32      | Vis Nova - Aurora   | 10-32    |
| 20-18      | Puntese - Messina   | 21-23    |
| 17-18      | Albatro - Palmosa   | 17-27    |

| 12-12-1998 | 8ª/19ª giornata     | 27-3-1999 |
| ---------- | ------------------- | --------- |
| 35-21      | Regalbuto - Haenna  | 28-18     |
| 24-28      | Paceco - Palermo    | 34-34     |
| 20-15      | Palmosa - Don Bosco | 31-22     |
| 38-16      | Messina - Vis Nova  | 38-18     |
| 27-25      | Aurora - Albatro    | 26-22     |
| 20-16      | Puntese - Lineri    | 18-14     |

| 16-1-1999 | 11ª/22ª giornata   | 24-4-1999 |
| --------- | ------------------ | --------- |
| 18-16     | Regalbuto - Lineri | 12-34     |
| 25-28     | Don Bosco - Aurora | 24-33     |
| 28-30     | Vis Nova - Paceco  | 17-39     |
| 29-22     | Albatro - Haenna   | 36-22     |
| 25-21     | Puntese - Palmosa  | 22-28     |
| 23-21     | Palermo - Messina  | 31-24     |

| 31-10-1998 | 3ª/14ª giornata     | 13-2-1999 |
| ---------- | ------------------- | --------- |
| 20-21      | Palermo - Don Bosco | 23-17     |
| 13-19      | Lineri - Palmosa    | 20-29     |
| 32-15      | Puntese - Vis Nova  | 29-21     |
| 26-23      | Albatro - Paceco    | 19-18     |
| 26-15      | Messina - Regalbuto | 20-23     |
| 35-15      | Aurora - Haenna     | 29-23     |

| 28-11-1998 | 6ª/17ª giornata      | 13-3-1999 |
| ---------- | -------------------- | --------- |
| 24-16      | Don Bosco - Haenna   | 24-21     |
| 33-26      | Regalbuto - Vis Nova | 23-25     |
| 22-16      | Messina - Lineri     | 21-26     |
| 21-21      | Aurora - Palermo     | 23-26     |
| 22-17      | Palmosa - Paceco     | 24-18     |
| 20-25      | Albatro - Puntese    | 13-21     |

| 19-12-1998 | 9ª/20ª giornata     | 10-4-1999 |
| ---------- | ------------------- | --------- |
| 26-22      | Regalbuto - Paceco  | 16-23     |
| 22-21      | Palermo - Palmosa   | 22-24     |
| 22-19      | Don Bosco - Messina | 17-24     |
| 29-26      | Vis Nova - Haenna   | 31-31     |
| 28-20      | Albatro - Lineri    | 25-18     |
| 24-18      | Puntese - Aurora    | 25-50     |

### Classifica
|  | Pos. | Squadra          | Pt | G  | V  | N | S  | GF  | GS  | D    | Note                            |
|  | ---- | ---------------- | -- | -- | -- | - | -- | --- | --- | ---- | ------------------------------- |
|  | 1.   | Palermo          | 36 | 22 | 16 | 4 | 2  | 594 | 449 | +145 | Promosso in Serie A2 1999-2000  |
|  | 2.   | Palmosa Libertas | 34 | 22 | 17 | 0 | 5  | 558 | 433 | +125 | Promosso in Serie A2 1999-2000  |
|  | 3.   | Puntese          | 33 | 22 | 16 | 1 | 5  | 537 | 423 | +114 |                                 |
|  | 4.   | Pallamano Aurora | 31 | 22 | 15 | 1 | 6  | 584 | 477 | +107 |                                 |
|  | 5.   | Messina (B)      | 25 | 22 | 12 | 1 | 9  | 515 | 444 | +71  |                                 |
|  | 6.   | Regalbuto        | 23 | 22 | 10 | 3 | 9  | 522 | 515 | +7   |                                 |
|  | 7.   | Albatro Siracusa | 21 | 22 | 10 | 1 | 11 | 487 | 500 | -13  |                                 |
|  | 8.   | Paceco           | 20 | 22 | 9  | 2 | 11 | 561 | 552 | +9   |                                 |
|  | 9.   | PGS Ranchibile   | 18 | 22 | 9  | 0 | 13 | 488 | 531 | -43  | Retrocesso in Serie C 1999-2000 |
|  | 10.  | Pallamano Lineri | 17 | 22 | 8  | 1 | 13 | 492 | 489 | +3   | Retrocesso in Serie C 1999-2000 |
|  | 11.  | Nova Audax       | 5  | 22 | 2  | 1 | 19 | 454 | 724 | -270 | Retrocesso in Serie C 1999-2000 |
|  | 12.  | Haenna (B)       | 1  | 22 | 0  | 1 | 21 | 433 | 688 | -255 | Retrocesso in Serie C 1999-2000 |